# Емило Белић
Емило Белић (Београд, 2. август 1877 — Београд, 4. јануар 1942) био је српски и југословенски армијски генерал, професор и војни теоретичар.

## Биографија
Завршио је гимназију и Војну академију 1885. годину. У периоду 1910—1911 био је на усавршавању у Француској. Белић је унапређен у чин пешадијског поручника 1898, дивизијски генерал постао је 1923. а армијски генерал 1930.
Учествовао је у свим ратовима Србије од 1912. до 1918. Белић је током ратова био помоћник и начелник штабова одреда, дивизија и Прве армије приликом пробоја Солунског фронта.
По завршетку Првог светског рата и стицања чина генерала био је начелник штаба Прве армијске области у Новом Саду, начелник Оперативног одељења Главног генералштаба и командант Вардарске дивизијске области у Скопљу. Од 1923. до 1927. године обављао је функцију начелник Наставног одељења Главног генералштаба. Од 1927. био је помоћник начелника Главног генералштаба.
Од 1930. године, када је унапређен у чин армијског генерала  био је командант Друге армијске области у Сарајеву. Од 1935. године члан је Војног савета у Београду.
Белић је предавао као наставник за генералштабну струку.
Био је главни уредник часописа „Ратник“. Аутор је низа чланака из војне струке. Он је аутор у едицији „Биографије знаменитих људи“, књиге „Степа Степановић“.
Пензионисан је 1940. године услед болести, након чега је преминуо 1942.

Тешко би било погодити, какве су се мисли гомилале над набраним челом и мрким погледом, болешћу усјакталих очију, ових красних војника, који и после ових мука и невоља које су претрпели, не мисле ни о чему другом, већ да оздраве и врате се понова у ровове и последњом капом крви, која им је још остала, запечате своју љубав према оном малом, али драгом парчету земље, који се зове Србија.

— генерал Емило Белић

## Приватни живот
Браћа су му академик Александар Белић и близанац генерал Владимир Белић. Његов син је академик Јован Белић.

## Дела
- Издаси из туђине: слике из живота наших војника у Бизерти, 1916.

## Одликовања
- Орден Светог Саве, I реда
- Орден Југословенске круне I реда
- Орден Карађорђеве звезде са мачевима IV реда (30. XI 1913)
- Орден Карађорђеве звезде са мачевима III реда (11. IV 1920)
- Орден Карађорђеве звезде III реда
- Орден Белог орла II реда
- Орден Белог орла с мачевима, 1915. године
- Ратни крст с палмом 1918. године, Француска
- Орден Легије части 4. реда, 1916, Француска
- Орден Легије части, 3. реда, 1919, Француска
- Чехословачка, пољска, румунска, енглеска и италијанска одликовања